# Elizabeth Banks
Elizabeth Banks, született Elizabeth Irene Mitchell (Pittsfield, Massachusetts, 1974. február 10. –) amerikai színésznő, filmrendező és filmproducer.
Ismert alakítása volt Effie Trinket Az éhezők viadala (2012–2015) filmsorozatban, valamint Gail Abernathy-McKadden a Tökéletes hang-filmekben (2012–2017). Első önálló filmrendezése Tökéletes hang 2. című 2015-ös zenés vígjáték volt, mellyel Banks elsőfilmes rendezőként bevételi rekordokat döntött. A Charlie angyalai (2019) című akcióvígjátékot rendezőként, forgatókönyvíróként, producerként és főszereplőként is jegyzi.
Színésznőként 1998-ban debütált a Surrender Dorothy című független filmben. A 2000-es évek folyamán fontosabb szerepei voltak a Gyagyák a gatyában, avagy tudom, kit fűztél tavaly nyáron (2001), a Pókember (2002), a Vágta (2003), a Pókember 2. (2004), a 40 éves szűz (2005), a Slither (2006), a Legyőzhetetlen (2006), a Pókember 3. (2007), a Zack és Miri pornót forgat (2008), a Példátlan példaképek (2008) és A következő három nap (2010) című filmekben.
A 2010-es évek elejétől feltűnt a Borotvaélen (2012), a Várandósok – Az a bizonyos kilenc hónap (2012), a Szeretet és köszönet (2014), a Magic Mike XXL (2015), a Power Rangers (2017) és a Brightburn – A lángoló fiú (2019) című filmekben. A Lego-kaland (2014) és A Lego-kaland 2. (2019) című animációs filmekben szinkronszínészként a hangját kölcsönözte.
2010 és 2012 között visszatérő televíziós szerepe volt Avery Jessup A stúdió című szituációs komédiában, két Primetime Emmy-jelölést szerezve. Játszott a Dokik és a Modern család című sorozatokban is, utóbbi egy harmadik Primetime Emmy-jelölést is hozott számára. A Netflix Wet Hot American Summer: First Day of Camp (2015) és Wet Hot American Summer: Ten Years Later (2017) sorozataiban szintén szereplést vállalt. 

## Élete
Banks a massachusettsi Pittsfieldben született, és a Brown Streeten nőtt fel Ann és Mark P. Mitchell négy gyermeke közül a legidősebbként. Édesapja a Vietnámi háború veteránja. Gyári munkásként dolgozott a General Electricnél, édesanyja pedig egy bankban dolgozott. Gyermekkorában Banks baseballozott és lovagolt.
1992-ben végzett a Pittsfield High Schoolban, és tagja a Massachusetts Junior Classical League-nek. A Pennsylvaniai Egyetemre járt, ahol a Delta Delta Delta Delta Testvérközösség tagja volt, és beválasztották a Friars Senior Society-be. 1996-ban magna cum laude diplomát szerzett kommunikáció és színművészet szakon. 1998-ban a kaliforniai San Franciscóban, az American Conservatory Theaterben folytatta tanulmányait, ahol MFA-diplomát szerzett.

## Magánélete
Banks 1992. szeptember 7-én, a főiskola első napján ismerkedett meg férjével, Max Handelman sportriporterrel és producerrel az oregoni Portlandben. 2003-ban házasodtak össze. A párnak két fia van, akik béranya útján születtek.
Banks áttért a judaizmusra, férje hitére, és rabbiktól tanult.
Banks lelkes támogatója volt Hillary Clinton 2016-os elnökválasztási kampányának, és részt vett Rachel Platten "Fight Song" című dalának előadásában más hírességekkel együtt a 2016-os Demokrata Nemzeti Kongresszuson. Kijelentette, hogy feminista. 2020 szeptemberében Banks arra biztatta Instagram-követőit, hogy lépjenek kapcsolatba a VoteRiders-szel, hogy információt és segítséget kapjanak a szavazók személyazonosításához. Ugyanebben a hónapban a közösségi médiában való megjelenését arra használta, hogy részt vegyen a VoteRiders #IDCheck kihívásban, hogy segítsen terjeszteni a közelgő elnökválasztás szavazóazonosító követelményekkel kapcsolatos információkat.

## Filmográfia

### Film
Filmrendező és producer
| Év   | Magyar cím            | Eredeti cím                     | Feladatkör | Feladatkör | Rendező             | Megjegyzések                   |
| Év   | Magyar cím            | Eredeti cím                     | Rendező    | Producer   | Rendező             | Megjegyzések                   |
| ---- | --------------------- | ------------------------------- | ---------- | ---------- | ------------------- | ------------------------------ |
| 2009 | Hasonmás              | Surrogates                      | Nem        | Vezető     | Jonathan Mostow     |                                |
| 2011 |                       | Just a Little Heart Attack      | Igen       | Nem        | Elizabeth Banks     | rövidfilm                      |
| 2012 | Tökéletes hang        | Pitch Perfect                   | Nem        | Igen       | Jason Moore         |                                |
| 2013 | Movie 43: Botrányfilm | Movie 43                        | Igen       | Nem        | Elizabeth Banks (2) | Középiskolás randevúk-szegmens |
| 2015 | Tökéletes hang 2.     | Pitch Perfect 2                 | Igen       | Igen       | Elizabeth Banks (3) |                                |
| 2017 | Tökéletes hang 3.     | Pitch Perfect 3                 | Nem        | Igen       | Trish Sie           |                                |
| 2017 |                       | The Most Hated Woman in America | Nem        | Igen       | Tommy O'Haver       |                                |
| 2019 | Charlie angyalai      | Charlie's Angels                | Igen       | Igen       | Elizabeth Banks (4) |                                |
| 2023 |                       | Cat Person                      | Nem        | Vezető     | Susanna Fogel       |                                |
| 2023 | Kokainmedve           | Cocaine Bear                    | Igen       | Igen       | Elizabeth Banks (5) |                                |
| 2023 |                       | Cocaine Bear: The True Story    | Nem        | Vezető     | Robert Palumb       | dokumentumfilm                 |
| 2023 | Tom Pollock           | Cocaine Bear: The True Story    | Nem        | Vezető     |                     | dokumentumfilm                 |
| 2023 |                       | Bottoms                         | Nem        | Igen       | Emma Seligman       |                                |

Filmszínész
| Év   | Magyar cím                                                | Eredeti cím                           | Szerep                             | Magyar hang        | Rendező                         |
| ---- | --------------------------------------------------------- | ------------------------------------- | ---------------------------------- | ------------------ | ------------------------------- |
| 1998 |                                                           | Surrender Dorothy                     | Vicki                              |                    | Kevin DiNovis                   |
| 1999 |                                                           | Uninvited                             | riporternő                         |                    | Carlo Gabriel Nero              |
| 2000 | Shaft                                                     | Shaft                                 | Trey barátja                       |                    | John Singleton                  |
| 2001 | Gyagyák a gatyában, avagy tudom, kit fűztél tavaly nyáron | Wet Hot American Summer               | Lindsay                            | Csondor Kata       | David Wain                      |
| 2001 |                                                           | Ordinary Sinner                       | Rachel                             |                    | John Henry Davis                |
| 2002 | Pókember                                                  | Spider-Man                            | Betty Brant                        | Gallusz Nikolett   | Sam Raimi                       |
| 2002 | Hullámhegy                                                | Swept Away                            | Debi                               | Solecki Janka      | Guy Ritchie                     |
| 2002 | Kapj el, ha tudsz                                         | Catch Me If You Can                   | Lucy                               | F. Nagy Erika      | Steven Spielberg                |
| 2003 |                                                           | The Trade                             | Sioux Sever                        |                    | Thomas Halikias                 |
| 2003 | Vágta                                                     | Seabiscuit                            | Marcela Howard                     | Oroszlán Szonja    | Gary Ross                       |
| 2003 | Vágta                                                     | Seabiscuit                            | Marcela Howard                     | Szávai Viktória    | Gary Ross                       |
| 2004 | Pókember 2.                                               | Spider-Man 2                          | Betty Brant                        | Gallusz Nikolett   | Sam Raimi (2)                   |
| 2004 | Érzékiség                                                 | Sexual Life                           | Sarah                              |                    | Ken Kwapis                      |
| 2005 | Keresztutak                                               | Heights                               | Isabel Lee                         |                    | Chris Terrio                    |
| 2005 | A három nővér                                             | The Sisters                           | Nancy Pecket                       | Ónodi Eszter       | Arthur Allan Seidelman          |
| 2005 | Lepattanó – Rabiga előtt                                  | The Baxter                            | Caroline Swann                     | Kisfalvi Krisztina | Michael Showalter               |
| 2005 | 40 éves szűz                                              | The 40 Year Old Virgin                | Beth                               | Balogh Anna        | Judd Apatow                     |
| 2005 | Füves Daltry                                              | Daltry Calhoun                        | May                                | Kisfalvi Krisztina | Katrina Holden Bronson          |
| 2006 | Slither                                                   | Slither                               | Starla Grant                       | Bertalan Ágnes     | James Gunn                      |
| 2006 | Legyőzhetetlen                                            | Invincible                            | Janet Cantrell                     | Ruttkay Laura      | Ericson Core                    |
| 2007 | Pókember 3.                                               | Spider-Man 3                          | Betty Brant                        | Gallusz Nikolett   | Sam Raimi (3)                   |
| 2007 | Ne hagyd magad, Bill!                                     | Meet Bill                             | Jess                               | Németh Borbála     | Bernie Goldmann                 |
| 2007 | Ne hagyd magad, Bill!                                     | Meet Bill                             | Jess                               | Németh Borbála     | Melisa Wallack                  |
| 2007 | Télbratyó                                                 | Fred Claus                            | Charlene                           | Haumann Petra      | David Dobkin                    |
| 2008 | Mindenképpen talán                                        | (Definitely, Maybe)                   | Emily Jones / Sarah Hayes          | Zsigmond Tamara    | Adam Brooks                     |
| 2008 | Az üresfejű                                               | Meet Dave                             | Gina Morrison                      | Huszárik Kata      | Brian Robbins                   |
| 2008 | Míg élünk, szeretünk                                      | Lovely, Still                         | Alex                               | Nádasi Veronika    | Nicholas Fackler                |
| 2008 | W. – George W. Bush élete                                 | W.                                    | Laura Bush                         | Bozó Andrea        | Oliver Stone                    |
| 2008 | Zack és Miri pornót forgat                                | Zack and Miri Make a Porno            | Miriam "Miri" Linky                | Solecki Janka      | Kevin Smith                     |
| 2008 | Zack és Miri pornót forgat                                | Zack and Miri Make a Porno            | Miriam "Miri" Linky                | Mezei Kitty        | Kevin Smith                     |
| 2008 | Példátlan példaképek                                      | Role Model                            | Beth Jones                         | Csondor Kata       | David Wain (2)                  |
| 2009 | Hívatlan vendég                                           | The Uninvited                         | Rachel Summers                     | Pikali Gerda       | Tom és Charlie Guard            |
| 2010 | A következő három nap                                     | The Next Three Days                   | Lara Brennan                       | Solecki Janka      | Paul Haggis                     |
| 2011 | Apró részletek                                            | The Details                           | Nealy Lang                         | Solecki Janka      | Jacob Aaron Estes               |
| 2011 | A lökött tesó                                             | Our Idiot Brother                     | Miranda                            | Pikali Gerda       | Jesse Peretz                    |
| 2012 | Borotvaélen                                               | Man on a Ledge                        | Lydia Mercer                       | Solecki Janka      | Asger Leth                      |
| 2012 | Az éhezők viadala                                         | The Hunger Games                      | Effie Trinket                      | Csere Ágnes        | Francis Lawrence                |
| 2012 | Várandósok – Az a bizonyos kilenc hónap                   | What to Expect When You're Expecting  | Wendy                              | Peller Anna        | Kirk Jones                      |
| 2012 | Hétköznapi emberek                                        | People Like Us                        | Frankie                            | Major Melinda      | Alex Kurtzman                   |
| 2012 | Hétköznapi emberek                                        | People Like Us                        | Frankie                            | Solecki Janka      | Alex Kurtzman                   |
| 2012 | Tökéletes hang                                            | Pitch Perfect                         | Gail Abernathy-McKadden            | Solecki Janka      | Jason Moore                     |
| 2013 | Movie 43: Botrányfilm (Középiskolás randevúk-szegmens)    | Movie 43                              | Amy                                | Kelemen Kata       | Elizabeth Banks                 |
| 2013 | Az éhezők viadala: Futótűz                                | The Hunger Games: Catching Fire       | Effie Trinket                      | Csere Ágnes        | Francis Lawrence (2)            |
| 2014 |                                                           | Little Accidents                      | Diane Doyle                        |                    | Sarah Colangelo                 |
| 2014 | A Lego-kaland                                             | The Lego Movie                        | Lucy / Vadóc (hangja)              | Pikali Gerda       | Phil Lord és Christopher Miller |
| 2014 | Másnaposok szerencséje                                    | Walk of Shame                         | Meghan Miles                       | Pikali Gerda       | Steven Brill                    |
| 2014 |                                                           | Every Secret Thing                    | Nancy Porter nyomozó               |                    | Amy J. Berg                     |
| 2014 | Szeretet és köszönet                                      | Love and Mercy                        | Melinda Ledbetter Wilson           | Solecki Janka      | Bill Pohlad                     |
| 2014 | Az éhezők viadala: A kiválasztott – 1. rész               | The Hunger Games: Mockingjay – Part 1 | Effie Trinket                      | Csere Ágnes        | Francis Lawrence (3)            |
| 2015 | Tökéletes hang 2.                                         | Pitch Perfect 2                       | Gail Abernathy-McKadden-Feinberger | Solecki Janka      | Elizabeth Banks (2)             |
| 2015 | Magic Mike XXL                                            | Magic Mike XXL                        | Paris                              | Peller Anna        | Gregory Jacobs                  |
| 2015 | Az éhezők viadala: A kiválasztott – Befejező rész         | The Hunger Games: Mockingjay – Part 2 | Effie Trinket                      | Csere Ágnes        | Francis Lawrence (4)            |
| 2017 | Power Rangers                                             | Power Rangers                         | Rita Repulsa                       | Solecki Janka      | Dean Israelite                  |
| 2017 | Tökéletes hang 3.                                         | Pitch Perfect 3                       | Gail Abernathy-McKadden-Feinberger | Solecki Janka      | Trish Sie                       |
| 2018 | Haláli bábjáték                                           | The Happytime Murders                 | Jenny Peterson                     | Solecki Janka      | Brian Henson                    |
| 2019 | A Lego-kaland 2.                                          | The Lego Movie 2: The Second Part     | Lucy / Vadóc (hangja)              | Pikali Gerda       | Mike Mitchell                   |
| 2019 | Brightburn – A lángoló fiú                                | Brightburn                            | Tori Breyer                        | Peller Anna        | David Yarovesky                 |
| 2019 | Charlie angyalai                                          | Charlie's Angels                      | Sue Bosley                         | Peller Anna        | Elizabeth Banks (3)             |
| 2022 | Hívd Jane-t                                               | Call Jane                             | Joy                                | Peller Anna        | Phyllis Nagy                    |
| 2023 | Kacsalábon                                                | Migration                             | Pam (hangja)                       | Mikecz Estilla     | Benjamin Renner                 |
| 2023 | Kacsalábon                                                | Migration                             | Pam (hangja)                       | Mikecz Estilla     | Guylo Homsy                     |
| 2023 | A Beanie-buborék                                          | The Beanie Bubble                     | Robbie                             |                    | Kristin Gore                    |
| 2023 | A Beanie-buborék                                          | The Beanie Bubble                     | Robbie                             | Damian Kulash      |                                 |
| 2024 |                                                           | A Mistake                             | Beth Taylor                        |                    | Christine Jeffs                 |
| 2024 |                                                           | Skincare                              | Hope Goldman                       |                    | Austin Peters                   |

### Rövidfilmek
- 2009: Big Breaks – Starlet
- 2011: Just a Little Heart Attack – nő
- 2013: Beezel – Amy
- 2013: Face in the Crowd – arc
- 2015: Uber for Jen – Jen
- 2017: Asteroids! – Cheez (hangja)
- 2019: Ru's Angels[23] – Rebekah Bosley

### Televízió
| Év        | Magyar cím                               | Eredeti cím                                | Szerep                                        | Megjegyzések                                       |
| --------- | ---------------------------------------- | ------------------------------------------ | --------------------------------------------- | -------------------------------------------------- |
| 1999      |                                          | All My Children                            | Rosalie                                       | 1 epizód                                           |
| 1999      | Harmadik műszak                          | Third Watch                                | Elaine Elchisak                               | 1 epizód                                           |
| 2000      | Szex és New York                         | Sex and the City                           | Catherine                                     | 1 epizód                                           |
| 2001      | Esküdt ellenségek: Különleges ügyosztály | Law & Order: Special Victims Unit          | Jaina Tobias Jansen                           | 1 epizód                                           |
| 2002      | Nyomtalanul                              | Without a Trace                            | Clarissa                                      | 1 epizód                                           |
| 2005      |                                          | Stella                                     | Tamara                                        | 1 epizód                                           |
| 2006–2009 | Dokik                                    | Scrubs                                     | Dr. Kim Briggs                                | 17 epizód                                          |
| 2007–2008 |                                          | Wainy Days                                 | Shelly                                        | 3 epizód                                           |
| 2007–2008 | Amerikai fater                           | American Dad!                              | Becky Arangino / Lisa Silver (hangja)         | 3 epizód                                           |
| 2008      |                                          | Comanche Moon                              | Maggie Tilton                                 | 3 epizód                                           |
| 2009–2020 | Modern család                            | Modern Family                              | Sal                                           | 7 epizód                                           |
| 2010–2012 | A stúdió                                 | 30 Rock                                    | Avery Jessup                                  | 15 epizód                                          |
| 2012      | Family Guy                               | Family Guy                                 | Pam Fishman (hangja)                          | 1 epizód                                           |
| 2012      | Robotcsirke                              | Robot Chicken                              | Mrs. Claus / Shana "Scarlett" O'Hara (hangja) | 1 epizód                                           |
| 2012      |                                          | Comedy Bang! Bang!                         | önmaga                                        | 1 epizód                                           |
| 2013      |                                          | Timms Valley                               | Beth Billings-Timms (hangja)                  | próbaepizód                                        |
| 2014      | Phineas és Ferb                          | Phineas and Ferb                           | Grulinda (hangja)                             | 1 epizód                                           |
| 2015      |                                          | Resident Advisors                          | doktor                                        | - szereplő (1 epizód) - vezető producer (7 epizód) |
| 2015      |                                          | Wet Hot American Summer: First Day of Camp | Lindsay                                       | 6 epizód                                           |
| 2015      | Holdfényváros                            | Moonbeam City                              | Pizzaz Miller rendőrfőnök (hangja)            | 10 epizód                                          |
| 2015      | Muppet Show                              | The Muppets                                | önmaga                                        | 2 epizód                                           |
| 2015      |                                          | Saturday Night Live                        | önmaga / házigazda                            | 1 epizód                                           |
| 2017      |                                          | Wet Hot American Summer: Ten Years Later   | Lindsay                                       | 5 epizód                                           |
| 2017      | Félig üres                               | Curb Your Enthusiasm                       | önmaga                                        | 1 epizód                                           |
| 2019      |                                          | Random Acts                                | Vex (hangja)                                  | 1 epizód                                           |
| 2019–     |                                          | Press Your Luck                            | önmaga / házigazda                            | vetélkedő (vezető producer)                        |
| 2019–2020 |                                          | Shrills                                    | nem szerepel                                  | vezető producer (14 epizód)                        |
| 2020      | Mrs. America                             | Mrs. America                               | Jill Ruckelshaus                              | 9 epizód magyar hangja Tornyi Ildikó               |
| 2020      |                                          | COVID Is No Joke                           | önmaga                                        | különkiadás                                        |
| 2020      |                                          | The Red Nose Day Special                   | önmaga                                        | különkiadás                                        |
| 2022      | A fiúk                                   | The Boys                                   | önmaga                                        | 1 epizód                                           |

## Fordítás
- Ez a szócikk részben vagy egészben  az   Elizabeth Banks című angol Wikipédia-szócikk fordításán alapul.  Az eredeti cikk szerkesztőit annak laptörténete sorolja fel. Ez a jelzés csupán a megfogalmazás eredetét és a szerzői jogokat jelzi, nem szolgál a cikkben szereplő információk forrásmegjelöléseként.